# Lawrence Doe
Lawrence Doe (Monrovia, 3 settembre 1986) è un calciatore liberiano naturalizzato equatoguineano, difensore del Sant Rafel.

## Palmarès

### Club

#### Competizioni nazionali
- Coppa del Mali: 1

Djoliba: 2003
- Campionato della Guinea Equatoriale: 4

Renacimiento: 2004, 2005, 2006, 2007